# Peyrusse-Vieille
Peyrusse-Vieille è un comune francese di 71 abitanti situato nel dipartimento del Gers nella regione dell'Occitania.

## Società

### Evoluzione demografica
Abitanti censiti